# Augsburg-Lechhausen
Lechhausen ist nach der Innenstadt der bevölkerungsreichste Stadtteil Augsburgs mit einer Einwohnerzahl von rund 37.000 (Stand Ende 2021) auf einer Fläche von etwa 10,5 km². Er umfasst die Stadtbezirke 25 (Lechhausen-Süd), 26 (Lechhausen-Ost) und 27 (Lechhausen-West) und stellt somit den Planungsraum VI dar.

## Geschichte

### Mittelalter
Um 800 wurde bei Lechhausen, das sich im Besitz des Bischofs Simpert von Augsburg befand, eine Brücke über den Lech geschlagen, um die dort befindlichen Grasflächen beweiden zu können. Die Errichtung von Hütten für die Hirten wurde veranlasst. Im Jahre 1130 wurde Lechhausen erstmals urkundlich erwähnt, als Amalbertus, „nobilis homo de Lechhusen“ einen Teil seines Besitzes an das Kloster Wessobrunn übergibt. Das Dorf, das um diese Zeit weniger als 20 Häuser zählte, wechselte mehrmals die Besitzer. Die Pest, strenge Winter und trockene Sommer führten zur zunehmenden Verarmung Lechhausens.
Am 12. März 1362 ließ der Ritter Hans von Schwenningen ganz Lechhausen niederbrennen, um damit seinen in Augsburg hingerichteten Bruder zu rächen. Zehn Jahre später wurde das nunmehr vollkommen verarmte Dorf dem Augsburger Kriegsobersten Nördlinger für 875 Gulden verkauft. Aus dieser Zeit ist eine erste Skizze des Dorfes erhalten, die 18 Häuser und eine Kirche zeigt. Das Domstift Augsburg übernahm 1395 den Besitz von Lechhausen. In der Folgezeit kommt es zu Auseinandersetzungen zwischen der Reichsstadt Augsburg und den bayerischen Herzögen um den Besitz von Lechhausen, in denen Lechhausen 1462 in Flammen aufging. In der Folge wurde das Dorf auf Weisung Friedrichs III. dem Landgericht Friedberg unterstellt.

Lechhausen um 1734

### Neuzeit
1603 übernahm das Herzogtum Bayern die Oberhoheit über Lechhausen. Abermals wurde die Siedlung im Dreißigjährigen Krieg völlig zerstört. Als Entschädigung für die erlittenen Schäden im Spanischen Erbfolgekrieg wurde Lechhausen 1705 für vierzehn Jahre nach Augsburg eingemeindet. Als der bayerische Kurfürst Max Emanuel sein Land wieder in Besitz nahm, verlangte er nun seinerseits Wiedergutmachung von Augsburg. Um 1760 wurde in Lechhausen, gegen den Widerstand Augsburgs, an der Lechbrücke eine Floßlände eingerichtet. 1850 zählte das Dorf 474 Häuser und 3250 Einwohner. Damit war Lechhausen zum größten bayerischen Dorf aufgerückt. 1862 wurde die Lechhauser Freiwillige Feuerwehr gegründet. Im Oktober 1881 wurde die erste Pferdebahn nach Augsburg in Betrieb genommen.

Stadtwappen 1900–1912

### Stadterhebung und Eingemeindung
Am 1. Januar 1900 erhielt Lechhausen mit 14.172 Einwohnern das Stadtrecht. Rot-blau war die Stadtfahne, und ein Wappen kündete von der neuen Würde. Ein halbes Jahr später wurde die Städtische Sparkasse Lechhausen gegründet. Ein verheerendes Hochwasser suchte die Stadt am 16. Juni 1910 heim. Die erlittenen Schäden und dringlich gewordene Investitionen in die Wasserversorgung, Kanalisation, Krankenhausbau und Straßenbau ließen den Gedanken an einen Anschluss an Augsburg reifen. Am 1. Januar 1913 wurde die Stadt Lechhausen mit 2800 ha Fläche und etwa 18.500 Einwohnern vom oberbayerischen Bezirksamt Friedberg abgetrennt und in die schwäbische Regierungshauptstadt Augsburg eingegliedert, die damit ihre Fläche mehr als verdoppelt.

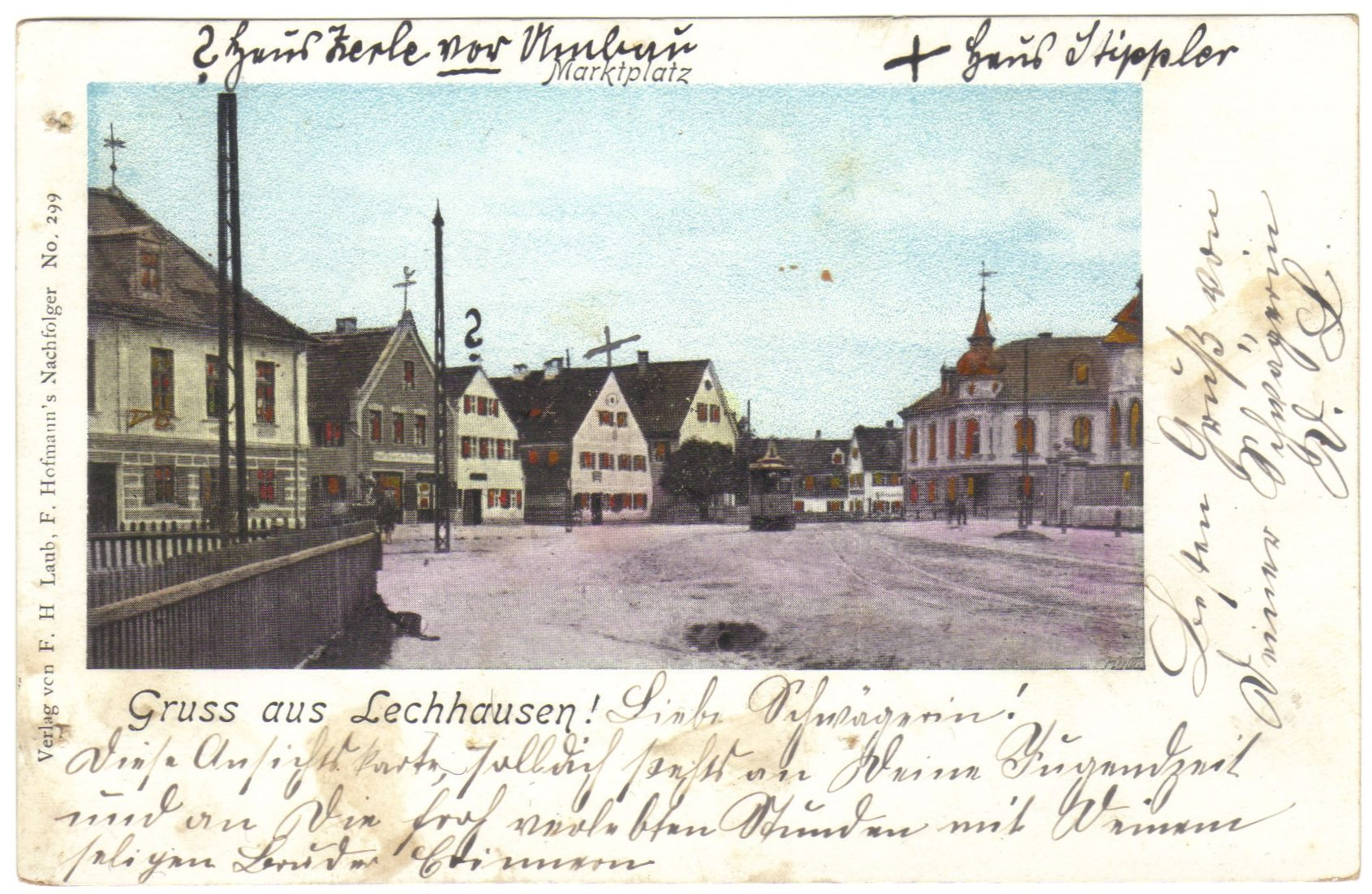
Der Lechhauser Marktplatz (heute Neuburger Straße) auf einer alten Postkarte
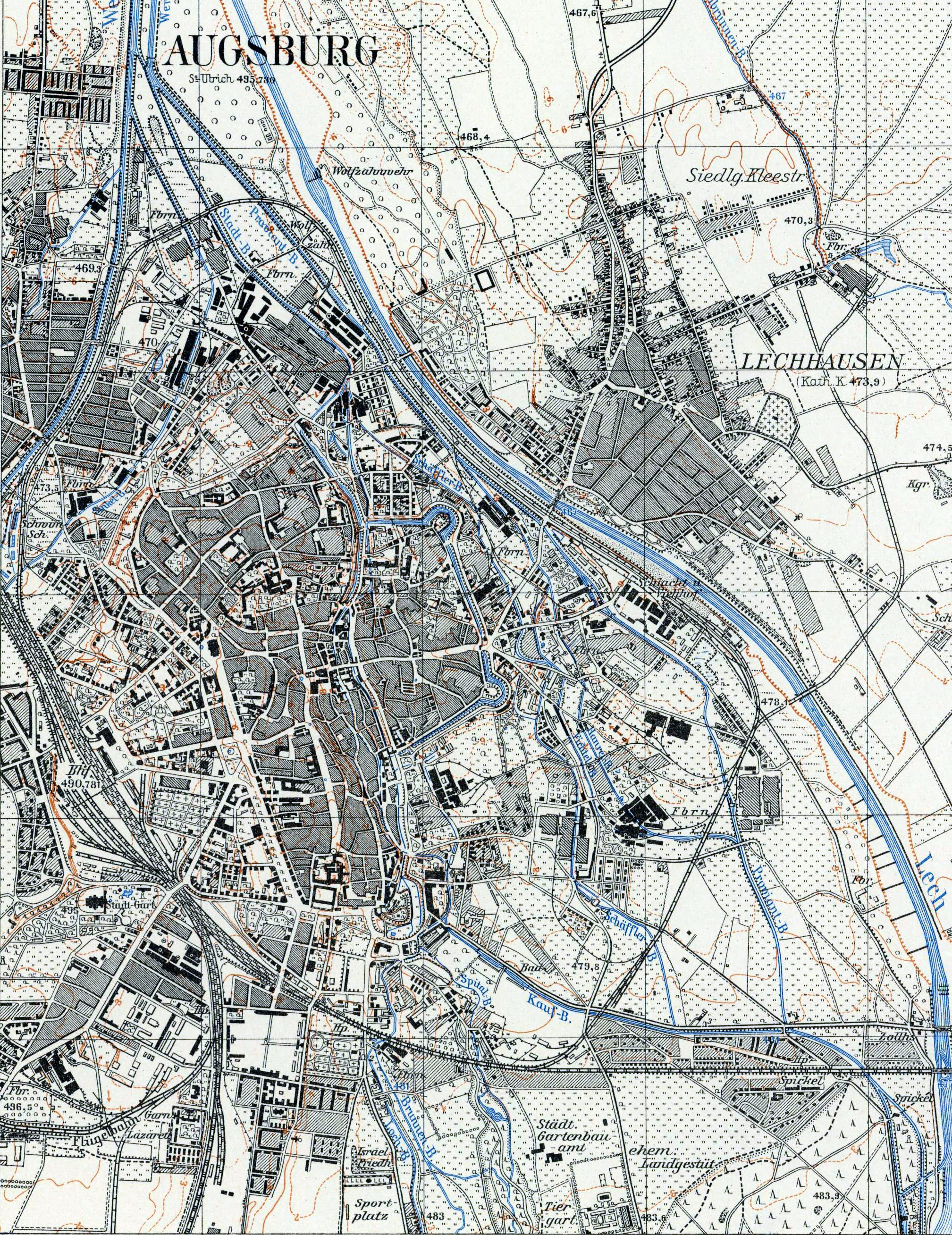
TK25-Messtischblatt von 1939 mit der erweiterten Augsburger Innenstadt und Lechhausen

### Zerstörung im Zweiten Weltkrieg
In der Nacht zum 26. Februar 1944 wurde die Stadt Augsburg von britischen Bomberverbänden angegriffen. Der Stadtteil Lechhausen wurde hierbei am schwersten getroffen. Um 22.40 Uhr fielen die ersten Bomben, ein zweiter Angriff erfolgte um 1 Uhr nachts. 730 Tote und 1.335 Verletzte waren die Opfer dieses Angriffs, 90.000 waren obdachlos. Insgesamt wurden 2.700 Gebäude mit 12.400 Wohnungen und 380 Industriegebäude zerstört.

### Einwohnerentwicklung
Von 1855 bis zur Eingemeindung 1913, ab 2004
| Jahr | Einwohner |
| ---- | --------- |
| 1855 | 3.448     |
| 1861 | 4.086     |
| 1867 | 5.047     |
| 1871 | 5.645     |
| 1875 | 6.724     |
| 1880 | 7.469     |

| Jahr | Einwohner |
| ---- | --------- |
| 1885 | 8.250     |
| 1890 | 10.365    |
| 1895 | 11.093    |
| 1900 | 14.172    |
| 1905 | 16.892    |
| 1913 | 18.500    |

| Jahr | Einwohner |
| ---- | --------- |
| 2004 | 34.000    |
| 2006 | 33.400    |
| 2008 | 32.269    |
| 2009 | 32.380    |
| 2012 | 33.043    |
| 2013 | 33.865    |

## Bildung

### Schulgeschichte
Bereits 1557 soll es einen Lehrer in Lechhausen gegeben haben. 1620 wurde das erste Lechhauser Schulhaus mit nur einem Schulraum gebaut, in dem bis zu 136 Schulkinder unterrichtet wurden. Die Pankratius-Schule folgte 1806. Ein Jahr später wurde das alte Schulhaus verkauft und 1931 abgebrochen. Im Schuljahr 1872/73 wurde Georg Kerschensteiner zum zweiten Hilfslehrer berufen. Die erste gewerbliche Berufsschule wird 1874 eingerichtet. Die protestantische Schule folgte 1875, 1877 die Max-Schule. Im Jahr 1892 weihte man die Klosterschule ein. Das Mädchenschulhaus der Pankratius-Schule wurde im gleichen Jahr zum Rathaus umgebaut, seit der Eingemeindung befindet sich im Gebäude die Polizeiinspektion. Die Luitpold-Volksschule wird 1901 ihrer Bestimmung übergeben, bereits 7 Jahre später folgt die Schiller-Volksschule (später das Ostkrankenhaus, heute ein Seniorenheim). Im Zweiten Weltkrieg wurden, bis auf die Luitpoldschule, alle Lechhauser Schulen zerstört. Der Wiederaufbau der heute bestehenden Einrichtungen erfolgte in den Folgejahren. Mit der Besiedelung des Gebietes Lechhausen-West kam es 1952 zur Errichtung der Birkenau- und der Goethe-Volksschule. 1958 wird die Pädagogische Hochschule Augsburg der Universität München in der Schillstraße errichtet (seit 1972 in die Universität Augsburg eingegliedert).

### Bildungseinrichtungen
Im Stadtteil Lechhausen gibt es drei Grund-, zwei Mittelschulen und ein Sonderpädagogisches Förderzentrum. Das Bayernkolleg, eine Einrichtung des zweiten Bildungsweges im Bereich der bayerischen Gymnasien, führt von der Berufstätigkeit oder einer berufsbezogenen Ausbildung zur allgemeinen Hochschulreife.

#### Allgemeinbildende Schulen
- Birkenau-Grundschule
- Goethe-Mittelschule
- Luitpold-Grundschule
- Schiller-Grund- und Mittelschule
- Pankratiusschule (Sonderpädagogisches Förderzentrum III)

#### Weiterbildung
- Bayernkolleg (Institut zur Erlangung der Hochschulreife)

#### Bibliotheken
- Stadtteilbücherei der Neuen Stadtbücherei Augsburg
- Lese-Insel an der Birkenau-Volksschule
- Kath. Pfarrbücherei St. Elisabeth

## Vereine
- 1. Pokerverein Augsburg Lechhausen 2010 e. V.
- AGL Aktionsgemeinschaft Lechhausen
- Aikido Verein Augsburg e. V. in Augsburg (Lechhausen)
- Arbeitsgemeinschaft Lechhauser Vereine und Organisationen (ARGE)
- Blasorchester Augsburg-Lechhausen
- Cosmos Lechhausen e. V.
- DJK Augsburg-Lechhausen 1920 e. V.
- Frohsinn-Chor Augsburg-Lechhausen e. V. (seit 1897)
- Gartenbau-Verein Augsburg-Lechhausen e. V.
- Kolpingsfamilie Augsburg-Lechhausen e. V.[4]
- Lechhausen 2013 e. V.
- Naturfreunde Deutschlands OG Lechhausen e. V.
- RSG Radsportgemeinschaft Augsburg e. V. auf der Radrennbahn Augsburg
- Schachclub Lechhausen 1908 e. V.
- SC Lechhausen 05
- Sparverein „Einigkeit“ Lechhausen
- Trachtenverein Lechhausen (seit 1905)
- TSG 1885 Augsburg e. V.
- Die Untertaucher e. V. (Dein Tauchclub in Augsburg seit 1986)
- Veloclub Lechhausen e. V.
- Das Dojo für Aikido und Karate, Augsburg e. V.

## Kirchen und Religionsgemeinschaften

### Evangelische Kirchen
- St. Petrus
- St. Markus

### Katholische Kirchen
- St. Pankratius
- St. Elisabeth
- Unsere Liebe Frau

### Islamische Gemeinden
- VIKZ Moschee Lechhausen
- Bosnische Moschee

### Andere Gemeinden
- Alevitische Gemeinde[5]
- Syrisch-orthodoxe Kirche[6]

- Sikh-Tempel[7]

## Verkehr

### Verkehrsgeschichte
Ein erster Brückenschlag über den Lech erfolgte schon 801 n. Chr. unter Bischof Simpert von Augsburg. Da der Lech die historische Grenze zwischen Oberbayern und Schwaben ist, wurde Brückenzoll erhoben. Bis zum Brückenschlag war die kleine Ansiedlung nur über mehrere Furten zu erreichen oder man musste sich vom „Förgen“ (Fährmann) über den Fluss setzen lassen. 1807 wurde die erste Lechhauser Brücke geschlagen an deren Stelle heute die Ulrichsbrücke steht.
Am 1. Oktober 1881 wurde die erste Pferdebahn von Augsburg nach Lechhausen feierlich in Betrieb genommen und 1898 elektrifiziert. Die Stadt Augsburg übernahm 1908 den bis dahin in privatem Besitz befindlichen Straßenbahnbetrieb. Eine erste gasbetriebene Straßenbeleuchtung wurde 1882 in der heutigen Neuburger Straße installiert, die jedoch aus Sparsamkeit bei „klarem Firmament und bei Mondschein“ abgestellt wurde. 1902 erfolgte die Umstellung der Gaslaternen auf elektrischen Strom.
1925 begann man mit dem Bau der Güterverkehrslinie der Augsburger Localbahn nach Lechhausen. Im Zuge der Baumaßnahmen kam es zur Errichtung der größten Localbahnbrücke über den Lech, mit einer Spannweite von 118 Metern und einem Gewicht von 300 Tonnen.

### Verkehrsanbindung heute
Lechhausen ist heute mit mehreren Buslinien und die Straßenbahnlinie 1 in den ÖPNV eingebunden. Der nächste Autobahnanschluss ist die Ausfahrt Augsburg-Ost sowie die Ausfahrt Friedberg / Mering an der A8. Drei Brücken für den Individualverkehr sowie eine Eisenbahnbrücke für den Güterverkehr führen von Lechhausen über den Lech. Die ausgedehnten Industriegebiete sind an das Gleisnetz der Localbahn angeschlossen. Des Weiteren befindet sich der Augsburger Flugplatz in direkter Nachbarschaft zum Stadtteil.

## Wirtschaft
Die bedeutendsten Wirtschaftsbetriebe in Lechhausen sind:
- Presse-Druck- und Verlags-GmbH Augsburg: hier erscheinen als Tageszeitungen die Augsburger Allgemeine und ihre Heimatzeitungen. Die Augsburger Allgemeine ist die auflagenstärkste Regionalzeitung Deutschlands. Außerdem Sitz der rt1.media group mit regionalem Rundfunk- und Fernsehsender.
- KUKA AG, Industrieroboter und Schweißanlagen
- Otto Franck Import KG, Importeur und Großhändler für Lebensmittel
- AVAG Holding SE, eine der größten deutschen Automobil-Handelsgruppen
- Greif-Gruppe, national agierendes Textilserviceunternehmen
- Abfallverwertungsanlage Augsburg, Kommunalunternehmen

## Söhne und Töchter von Augsburg-Lechhausen
- Stefan Imhof (* 21. Dezember 1870 in Lechhausen; † 18. März 1963 in Berchtesgaden), Arzt und seinerzeit in Berchtesgaden ältester amtierender Bürgermeister der Bundesrepublik Deutschland.
- Georg Wünsch (* 29. April 1887 in Lechhausen; † 22. November 1964 in Kassel), evangelischer Theologe und Kirchenpolitiker.
- Anna Lang (* 5. Mai 1911 in Lechhausen; † 27. September 2019 in Lechhausen) war eine deutsche Weberin und Schauspielerin. Sie war mit 108 Jahren die zweitälteste Augsburgerin und wurde bekannt durch den Dokumentarfilm Wie ich 107 wurde.